# Phryxe maialis
Phryxe maialis là một loài ruồi trong họ Tachinidae.